# François Fagel (1740-1773)

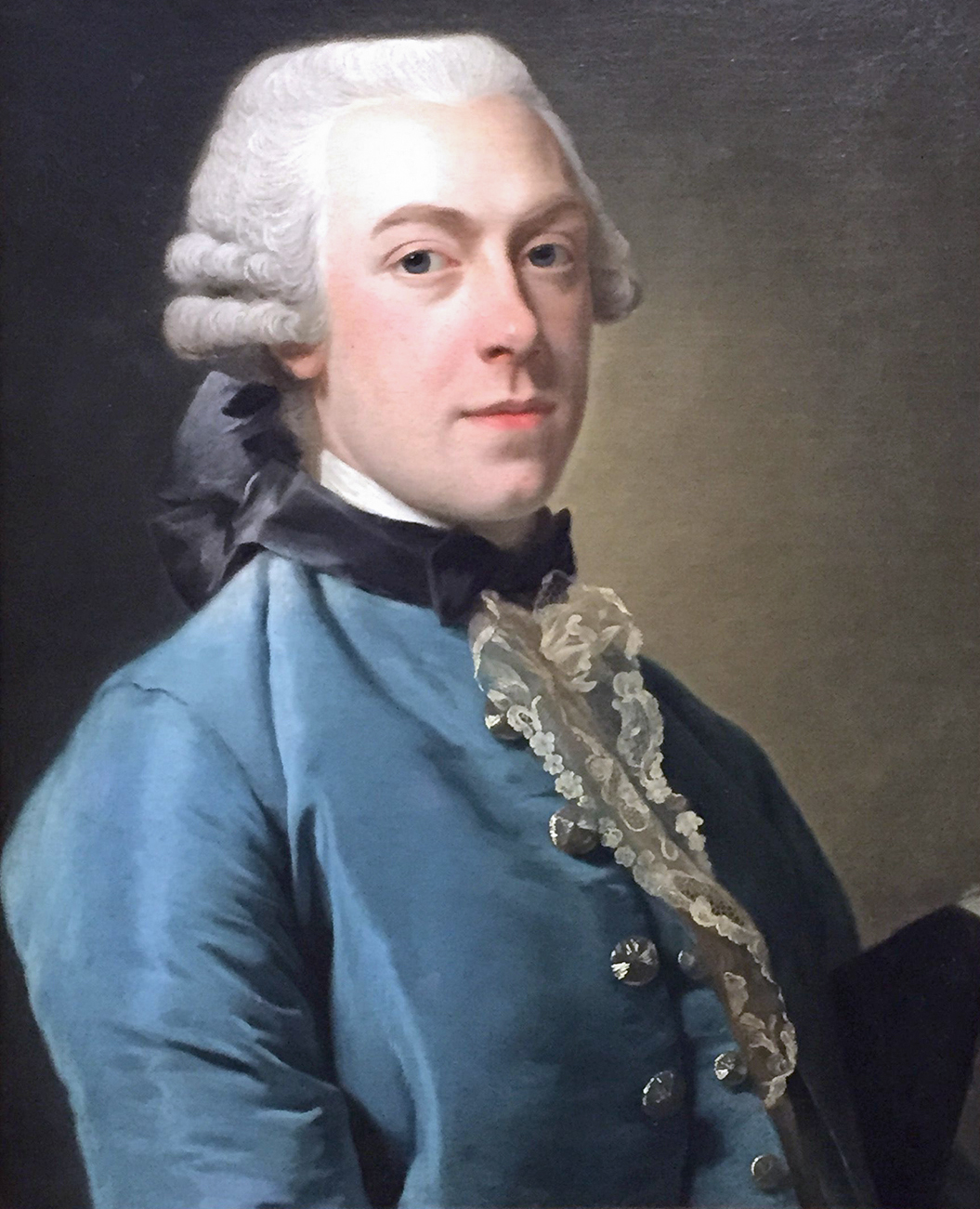
François Fagel (1740-1773) (Alexander Roslin, 1762)

François Fagel ('s-Gravenhage, 11 september 1740 - aldaar, 28 augustus 1773) was een jurist en adjunct-griffier van de Staten-Generaal van de Nederlanden.

## Biografie
Fagel was lid van de familie Fagel en een zoon van mr. Hendrik Fagel (1706-1790), griffier van de Staten-Generaal,  en Catharina Anna Sluysken (1714-1783). Hij trouwde in 1764 met Anna Maria Boreel (1739-1781), lid van de familie Boreel, uit welk huwelijk twee dochters en vijf zoons werden geboren, onder wie Jacob Fagel en François Willem Fagel.
Fagel studeerde al vanaf zijn 14e jaar te Leiden en kreeg als mentor toegevoegd Frans Hemsterhuis. Hij volgde ook colleges in de letteren bij prof. David Ruhnken, maar zijn hoofdvak was rechten. Op 23 juli 1759 promoveerde hij op De Guarantia Foederum. Daarna maakte hij een grand tour door Zwitserland, Italië, Frankrijk en Engeland waarna hij zich weer in zijn geboortestad vestigde. Vervolgens werd hij in 1767 benoemd tot adjunct-griffier bij de Staten-Generaal waar zijn vader griffier was.
Fagel gold als iemand met vele en grote talenten. Hij bleef bevriend met Hemsterhuis en Ruhnken(ius). Hemsterhuis droeg zijn werk Lettre sur l'homme et ses rapports aan Fagel op; Ruhnken deed hetzelfde met diens werk Rutibus Lupus.